# Cynthia Ozick
Cynthia Ozick (* 17. April 1928 in New York City) ist eine amerikanische Schriftstellerin. In Romanen und Erzählungen, die reich an phantastischen und komischen Elementen sind, sowie in einer Fülle pointierter Essays fragt sie nach den besonderen Voraussetzungen jüdischen Lebens in der Gegenwart und beharrt auf der Bedeutung der jüdischen Tradition angesichts der Erfahrungen des 20. Jahrhunderts.

## Leben und Werk
Ozick wuchs als jüngeres von zwei Kindern eines Apothekerehepaars in der Bronx auf. Ihre Eltern stammten aus Litauen mit seiner rationalistischen und antimystischen Tradition des Judentums. Der Vater war Talmudgelehrter mit vielseitigen Sprachkenntnissen, die Mutter eine Schwester des Dichters Abraham Regelson. Ozick besuchte neben der regulären amerikanischen die jüdische Cheder-Schule, in der sie auf Hebräisch unterrichtet wurde – und erlebte, dass sie am einen Ort als Jüdin, am anderen als Mädchen ausgegrenzt wurde. Schon früh eine begeisterte Leserin, besuchte sie das Hunter College in New York und die Ohio State University, wo sie ihr Literaturstudium mit einer Arbeit über Parable in the Later Novels of Henry James abschloss. Henry James ist Gegenstand vieler ihrer Essays bis in die Gegenwart.
Ozick definierte sich früh als Schriftstellerin, veröffentlichte ihren ersten Roman, Mercy, Pity, Peace, and Love, an dem sie jahrelang gearbeitet hatte, jedoch nie. Der zweite, Trust, die Geschichte einer jungen Frau, die zwischen ganz unterschiedlichen Vaterfiguren ihren Weg sucht, erschien 1966.
Zur selben Zeit eignete sie sich gründliche Kenntnisse der klassischen jüdischen Literatur an. Ebenfalls 1966 erschien die Erzählung The Pagan Rabbi („Der heidnische Rabbi“), die Geschichte eines Gelehrten, den die Beschäftigung mit pantheistischen Vorstellungen dazu verleitet, sich in eine Baumnymphe zu verlieben. 1969 folgte Envy, or Yiddish in America, worin ein erfolgloser jiddischer Dichter gegen einen berühmt gewordenen Kollegen (der Züge Isaac Bashevis Singers trägt) anrennt.
Es folgten zahlreiche weitere Erzählungen, die viel Beachtung fanden und renommierte Preise erhielten. Eine Erzählung von 1980, The Laughter of Akiva, erweiterte sie zu ihrem nächsten Roman The Cannibal Galaxy (Die Kannibalengalaxis) über einen französisch-jüdischen Holocaust-Überlebenden, der im Mittelwesten der USA eine Schule gründet, in der er den jüdischen und den klassisch-humanistischen Lehrplan ideal verbinden will. Während Ozick in einem Essay aus dieser Zeit, Bialik's Hint (abgedruckt in Metaphor & Memory), eine solche Verbindung auch als eigenes Ideal vorstellt, lässt sie ihren Schulrektor grandios scheitern. Im Roman geschieht dies vor allem gegenüber einer Frau, einer Linguistin, die von seinem Projekt wenig hält und deren Tochter an der Schule eine ganz unvorhergesehene Entwicklung durchmacht.
In den 1980er Jahren begann Ozick auch ihre Essays gesammelt zu veröffentlichen. Anliegen, die sie in den Romanen und Erzählungen oft tragisch-komisch zum Scheitern bringt, werden hier grundsätzlich diskutiert und vertreten, womit ihr Werk insgesamt an das Nebeneinander der aggadischen und halachischen, der erzählerischen und lehrhaften Stränge im Talmud denken lässt. So fragt sie in dem Essay Towards a New Yiddish von 1970 (jetzt in Art & Ardor) nach den Möglichkeiten eines durch die jüdische Kultur bereicherten Englisch, das Erbe des im Holocaust untergegangenen Jiddisch anzutreten. In Metaphor and Memory, dem titelgebenden Aufsatz des gleichnamigen Bandes, kontrastiert sie den klassisch griechischen und den jüdischen Gebrauch von Metaphern: im einen Fall sind sie historisch einmalige Erscheinungen und bleiben faszinierend-unverbindliche „Idole“, im anderen reichern sie sich mit historischer Erfahrung an und erhalten dadurch moralisches Gewicht.
Eine besondere Stellung in Ozicks Werk nehmen zwei Erzählungen von 1980 und 1983 ein, The Shawl (Der Schal) und Rosa. Die erste beschreibt auf wenigen Seiten das Erleben einer jungen Frau, die mit ihrem hungernden kleinen Kind im Arm in ein Konzentrationslager verbracht wird und dort zusehen muss, wie es, als es seine ersten Schritte macht, gepackt und gegen einen elektrischen Zaun geschleudert wird. In der zweiten ist dieselbe Frau Jahre später in den USA der Wiederkehr ihrer Erinnerungen ausgesetzt. Die Erzählungen gelten als wichtige literarische Auseinandersetzung mit dem Holocaust. The Shawl wurde in zahlreiche Anthologien aufgenommen, und in den 1990er Jahren erarbeitete Ozick eine Bühnenfassung.
Der dritte veröffentlichte Roman, The Messiah of Stockholm (Der Messias von Stockholm) von 1987, erzählt die Geschichte eines schwedischen Literaturkritikers, der sich für einen Sohn des polnisch-jüdischen, von den Nationalsozialisten erschossenen Autors Bruno Schulz hält. Als ihm jedoch das verschollen geglaubte Manuskript von dessen letztem Roman Der Messias zugespielt wird, glaubt er sich genasführt und zerstört es.
1997 veröffentlichte Ozick The Puttermesser Papers, fünf teilweise ältere Erzählungen, die sich auch durchgehend als Roman lesen lassen, über Ruth Puttermesser, eine New Yorker Juristin mit anfangs bescheidenem Auskommen, aber großer Belesenheit, deren Wünsche sich wunderbar verwirklichen, so dass sie einen weiblichen Golem erschafft und Bürgermeisterin ihrer Stadt wird. 2004 erschien der Roman Heir to the Glimmering World (Der ferne Glanz der Welt). Eine elternlose junge Frau gelangt darin im Jahr 1935 in den Haushalt einer deutsch-jüdischen Gelehrtenfamilie, die mittel-, aber nicht bücherlos in der Bronx gestrandet ist. Der reiche Erbe eines Kinderbuchautors, der selber Gegenstand dieser Kinderbücher war und nun als Erwachsener völlig entwurzelt ist, unterstützt sie aus einer Laune heraus. Der Familienvater ist Religionswissenschaftler und versucht neue Quellen zur jüdischen Sekte der Karaiten zu erschließen, aber das Leben setzt auch hier andere Prioritäten.
In ihrem sechsten Roman Foreign Bodies (Miss Nightingale in Paris) von 2010 variiert Ozick den Plot von Henry James’ Roman The Ambassadors (Die Gesandten) von 1903: Während dort ein Mann mittleren Alters von einer Bekannten nach Frankreich geschickt wird, um ihren Sohn aus den Fängen einer älteren Französin zu retten, worauf er sowohl dem Land als auch der Frau verfällt, kommt Ozicks Heldin 1952 mit einem entsprechenden Auftrag ihres Bruders nach Frankreich und findet dessen Sohn mit einer Frau verheiratet, die ihre erste Familie im Krieg verloren hat, worauf sie sich ihrer eigenen verdrängten Geschichte stellt.
2021 veröffentlichte Ozick den Roman Antiquities, worin ein über Achtzigjähriger, der im Jahr 1949 wieder in den Räumen seines alten, längst aufgegebenen Internats lebt, Erinnerungen an seine Schulzeit dort aufzuschreiben versucht, häufig behindert von einer turbulenten Gegenwart. Von seinem Vater besitzt er Erinnerungsstücke an eine Reise nach Ägypten, die dieser in jungen Jahren unternommen hatte. Er selbst hatte im Internat einen rätselhaften Mitschüler halb zum Freund, der ihm eines Tages erklärte, von den Juden, die in vorchristlicher Zeit auf der Nilinsel Elephantine lebten, abzustammen.
Seit 1954 ist Ozick mit Bernard Hallote, einem Anwalt, verheiratet, 1965 wurde ihre Tochter Rachel geboren.

## Auszeichnungen

### Literarische Auszeichnungen
1986 war Ozick erste Preisträgerin des Rea Award for the Short Story, einer Auszeichnung speziell für Kurzgeschichten. 2008 erhielt sie den Nabokov Award des amerikanischen P.E.N.

### Andere Auszeichnungen
1986 wurde Ozick in die American Academy of Arts and Sciences gewählt. Seit 1988 ist sie Mitglied der American Academy of Arts and Letters. 2001 erhielt sie den Guardian of Zion Award der Bar-Ilan-Universität.

## Werke

### Deutsche Ausgaben
- Die Kannibalengalaxis. Piper, München 1985.
- Puttermesser und ihr Golem. (Enthält aus dem Band Levitation: Five Fictions (1982) die Erzählungen Levitation, Schüsse, Puttermesser: Die Geschichte ihrer Tätigkeit. Ihre Herkunft. Ihr zukünftiges Leben und Puttermesser und ihr Golem, sowie die Erzählungen Der Schal (1980) und Rosa (1983)). Piper, München 1987.
- Der Messias von Stockholm. Piper, München 1990.
- Der ferne Glanz der Welt. Pendo, München 2005.
- Miss Nightingale in Paris. Graf, München 2014, ISBN 978-3-86220-039-9.

### Amerikanische Ausgaben

#### Romane
- Trust. 1966.
- The Cannibal Galaxy. 1983.
- The Messiah of Stockholm. 1987.
- The Puttermesser Papers. 1997.
- Heir to the Glimmering World. 2004.
- Foreign Bodies. 2010.
- Antiquities. 2021.

#### Erzählungen
- The Pagan Rabbi and Other Stories. 1971.
- Bloodshed and Three Novellas. 1976.
- Levitation: Five Fictions. 1982.
- The Shawl. 1989. (Enthält The Shawl und Rosa)
- Dictation: A Quartet. 2008.

#### Essays
- Art & Ardor. 1983.
- Metaphor & Memory. 1989.
- Fame & Folly. 1996.
- Quarrel & Quandary. 2000.
- The Din in the Head. 2006.

## Sekundärliteratur
- Till Kinzel: Golem in Amerika: Der Golem-Stoff in der neueren amerikanischen Literatur am Beispiel von Cynthia Ozicks The Puttermesser Papers und Marge Piercys He, She and It. In: Till Kinzel (Hrsg.): 150 Jahre Herrigsche Gesellschaft. Jubiläums-Festschrift der Berliner Gesellschaft für das Studium der neueren Sprachen. (= Studien zur englischen Literatur. 23). LIT, Berlin 2007, S. 177–201.
- Jane Statlander: Cultural dialectic. Ludwig Lewisohn and Cynthia Ozick. Lang, New York 2002, ISBN 0-8204-5849-X.